# زنان در اندونزی

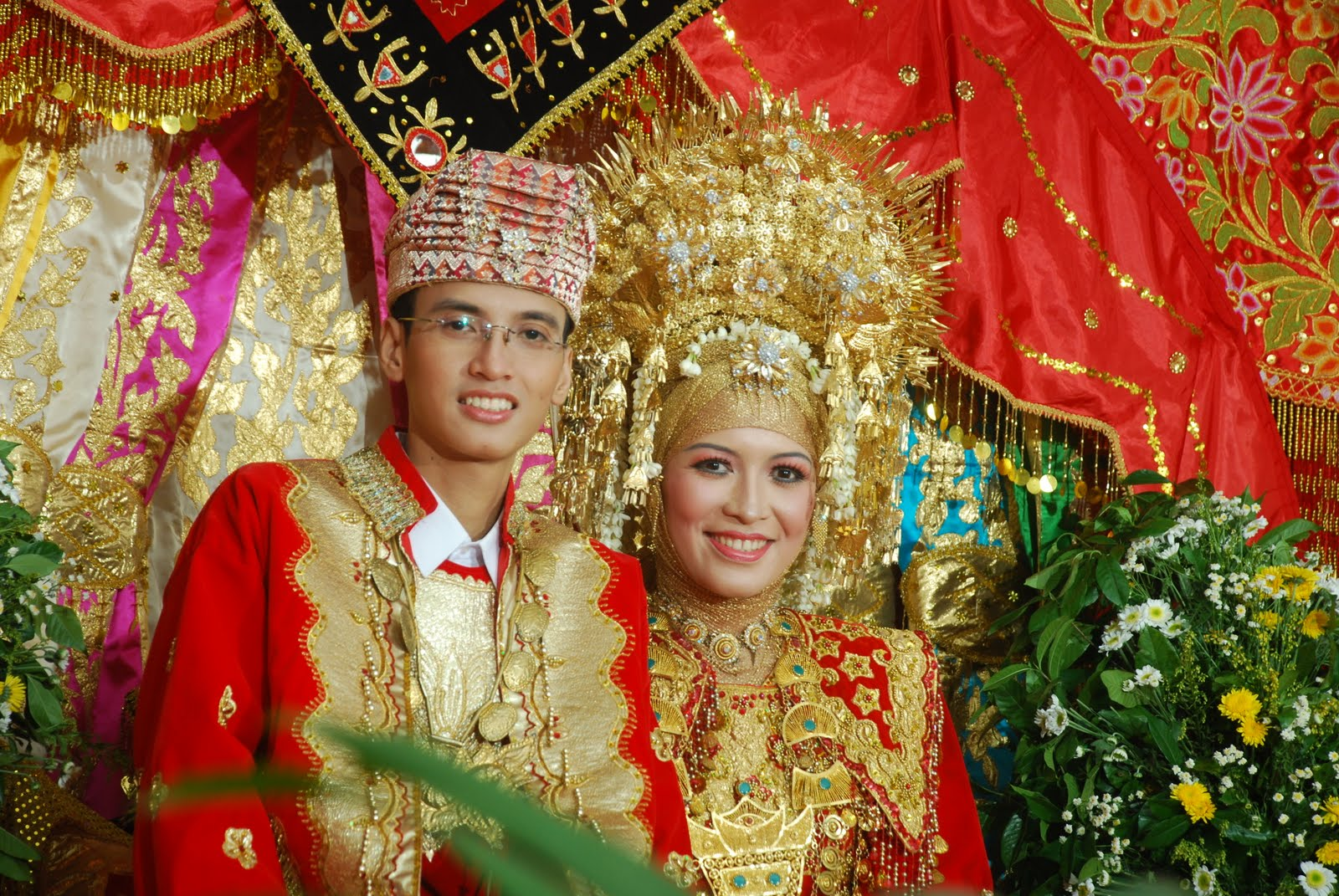
عروسی در یکی از اقوام مینانگ

نقش زنان در اندونزی امروزه تحت تأثیر عوامل بسیاری از جمله افزایش مدرنیزاسیون، جهانی شدن، بهبود آموزش و پیشرفت فناوری قرار گرفته‌است. بسیاری از زنان اندونزیایی به دلیل نیازهای شخصی، حرفه ای و خانوادگی و نیازهای اقتصادی، به جای اقامت در شهرهای بزرگ برای انجام کارهای کشاورزی، در شهرهای کوچک زندگی می‌کنند. این زنان در حال دور شدن از دستورات سنتی فرهنگ اندونزیایی هستند که در آن زنان به سختی و صرفاً به عنوان همسر و مادر عمل می‌کنند. در حال حاضر، زنان اندونزی نیز به‌طور فعال وارد عرصه توسعه ملی می‌شوند و به عنوان اعضای فعال سازمان‌هایی که بر مسائل و دغدغه‌های زنان تمرکز و عمل می‌کنند، کار می‌کنند.

## تاریخ

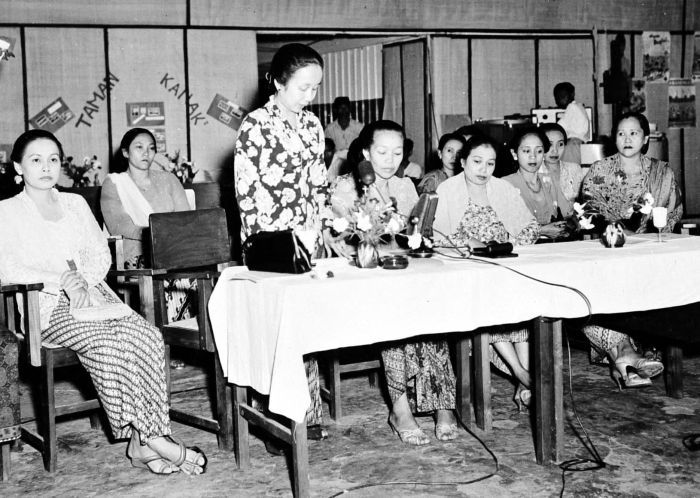
ماریا اولفا سانتوسو در حال سخنرانی ۱۹۵۰ میلادی

در جامعه بالیون، زنان به‌طور سنتی نقش‌های مهمی، به ویژه در مورد خانواده و زندگی اقتصادی ایفا می‌کنند. علیرغم ارزش‌های سنتی که زنان بالیایی را مسئول ایجاد تعادل و هماهنگی در خانواده‌ها و تولید فرزندان باکیفیت می‌داند، در جامعه‌ای که به سرعت در حال تغییر است، نقش اقتصادی زنان در این ناحیه رشد کرده‌است.
مردم مینانگ کابائو به عنوان یکی از معدود جوامع سنتی شناخته می‌شوند که فرهنگ مادرسالاری را اعمال می‌کنند، جایی که دارایی و نام خانوادگی از مادر به دختر به ارث می‌رسد و شوهران به عنوان «مهمان» در خانواده همسرانشان در نظر گرفته می‌شوند. فرهنگ آن همچنین شخصیت برجسته زن تاریخی، بوندو کاندوانگ، مادرسالار جامعه مینانگ کابائو را می‌شناسد.
در تاریخ اندونزی، سوابق برخی از زنان برجسته وجود دارد که دارای قدرت و نفوذ قابل توجهی در جامعه خود بودند، اگرچه معمولاً و منحصراً آنان از طبقه حاکم و نخبه بوده‌اند. از میان آنها می‌توان به ملکه شیما از پادشاهی کالینگا (حدود قرن هفتم)، پرامودهاواردانی از پادشاهی مدانگ (حدود قرن نهم)، ایسیانا تونگگاویجایا از سلسله مدانگ ایسیانا (حدود قرن دهم)، ماهندراداتا از بالی‌ها (حدود قرن ۱۰)، کن ددس از سینگ هاساری (حدود قرن سیزدهم) و همچنین ملکه‌های ماجاپاهیت (حدود ۱۳–۱۵ قرن) اشاره کرد.

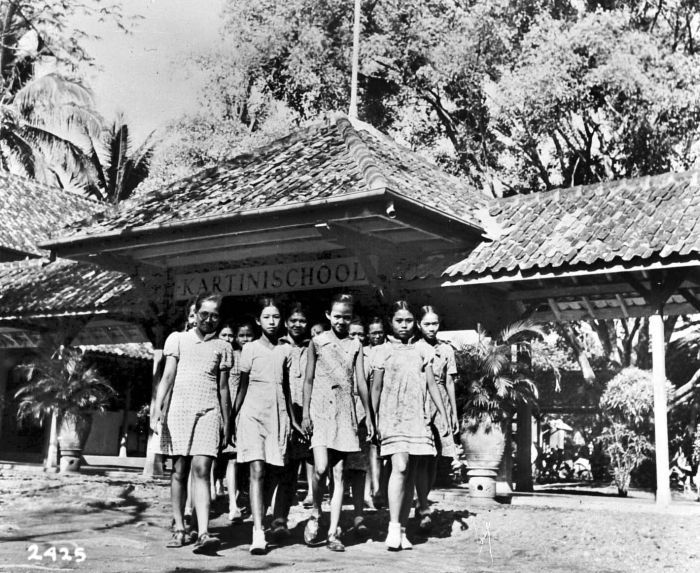
مدرسه کارتینی در اوایل قرن بیستم.

جنبش رهایی زنان در اواخر قرن نوزدهم در هند شرقی آغاز شد. در همین زمان تعداد انگشت شماری از زنان بومی طبقه بالا در اندونزی از حقوق زنان و تحصیل برای زنان دفاع می‌کردند. از پیشگامان این نهضت می‌توان به کارتینی از جپارا و دوی سارتیکا از باندونگ اشاره کرد که هر دو در این کشور، مدرسه ای برای دختران تأسیس کردند.
حق رای زنان هرگز در اندونزی موضوعیت نداشت ت آنکه پس از انتخابات سال ۱۹۵۵، زنان از حقوق سیاسی و قانونی برابر با مردان برخوردار شدند. با این وجود سیاست همچنان در عمل یک حوزه تحت سلطه مردان بشمار می‌آید. در سال ۲۰۰۱، مگاواتی سوکارنوپوتری -که در آن زمان معاون رئیس‌جمهور بود- اولین رئیس‌جمهور زن اندونزی پس از برکناری عبدالرحمن وحید شد.
اندونزی کنوانسیون رفع هرگونه تبعیض علیه زنان را در سال ۱۹۸۰ امضا کرد و در سال ۱۹۸۴ آن تصویب کرد.

### قوانین و شرع ملی

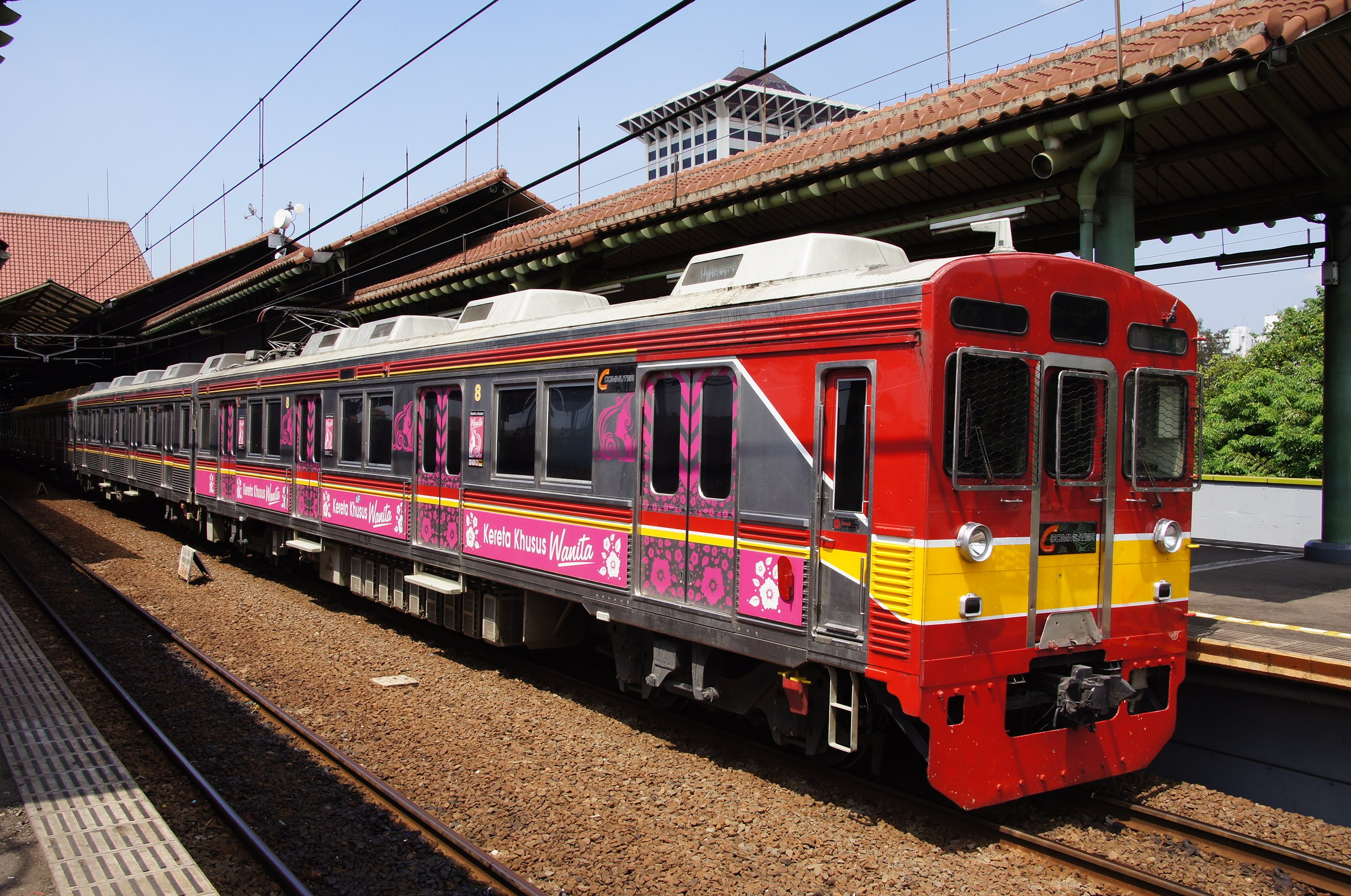
یک قطار مخصوص به زنان در اندونزی

کمیسیون ملی اندونزی در مورد خشونت علیه زنان تأکید دارد که مقررات تبعیض آمیز علیه زنان در سراسر کشور رو به افزایش است. بنابر گزارش این کمیسیون، تعداد ۲۸۲ آیین‌نامه که تبعیض آمیز تلقی می‌شود، نسبت به ۱۵۴ سند مربوط به سال ۲۰۰۹ افزیش چشم‌گیری داشته‌است.
در بسیاری از مناطق اندونزی، قوانین محلی که زنان و دختران را مجبور به استفاده از حجاب می‌کند، به‌طور فزاینده ای در مدارس، ادارات دولتی و فضاهای عمومی وضع می‌شود. استان آچه احکام اسلامی را به‌طور کامل اجرا کرده‌است، که در آن همه زنان مسلمان باید از پوشش سنتی معروف به حجاب استفاده کنند و هرگونه ارتباط با جنس مخالف در خارج از تعریف ازدواج ممنوع است.

### جنایات جنسی، آزار و اذیت و قاچاق
بنابر گزارش‌های آماری، بیش از ۹۰ درصد موارد تجاوز جنسی در اندونزی گزارش نمی‌شود و قربانیان می‌ترسند مقصر شناخته شوند.
همچنین قاچاق جنسی در اندونزی یک مشکل است. زنان و دختران اندونزیایی و خارجی زیادی در فاحشه خانه‌ها مجبور به تن‌فروشی شده و مورد آزار جسمی و روانی قرار گرفته‌اند.
از سال ۲۰۱۰، شرکت راه‌آهن اندونزی (PT Kereta Api Indonesia) در برخی از قطارهای شهری جاکارتا در پاسخ به گزارش‌هایی مبنی بر آزار جنسی در مکان‌های عمومی، از جمله قطارهای شهری و اتوبوس، واگن‌های مخصوص زنان را تعبیه کرد.

## ازدواج و زندگی خانوادگی
فرهنگ جهیزیه در فرهنگ اندونزی به ندرت انجام می‌شود، اما سنت شیربها توسط گروه‌های قومی خاص در این کشور انجام می‌پذیرد. در اندونزی ازدواج کودکان نیز رواج دارد.
مانند بسیاری از کشورهای در حال توسعه، نرخ باروری بالا یکی از مشکل بزرگ کشور اندونزی است. به‌طور سنتی، جامعه اندونزی به کودکان به عنوان منبع ثروت نگاه می‌کند. بر طبق یک ضرب‌المثل محلی، کودکان بیشتر مساوی با ثروت بیشتر است. در اندونزی عموماً اعتقاد بر این است که استفاده از وسایل پیشگیری از بارداری با ارزش‌های مذهبی و اخلاقی در تضاد می‌باشد.

## شغل و سیاست

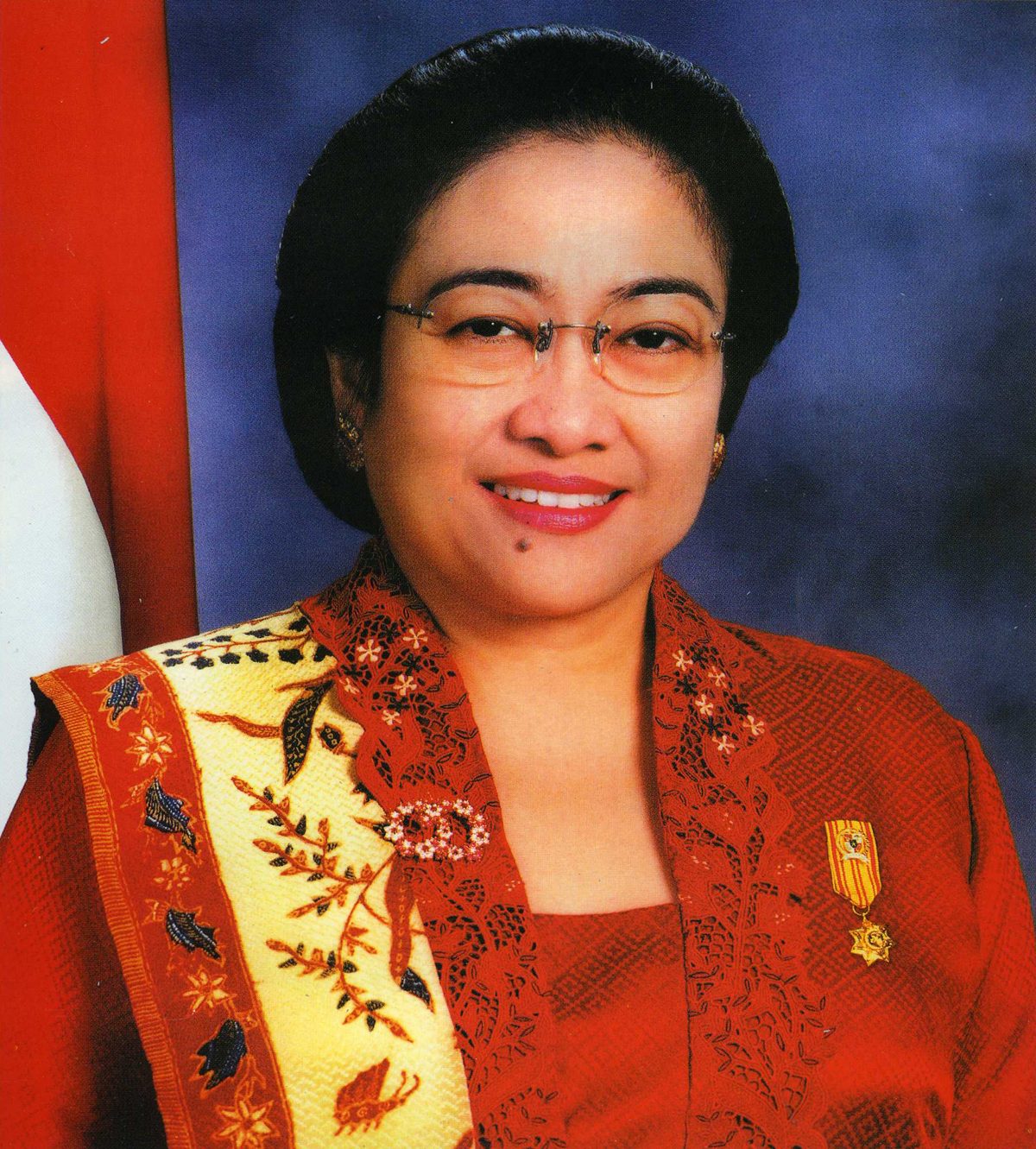
مگاواتی سوکارنوپوتری، پنجمین رئیس‌جمهور اندونزی

پس از افزایش سرمایه‌گذاران چندملیتی خارجی در اندونزی در دهه ۱۹۷۰، بسیاری از زنان اندونزیایی به «نیروی کار اصلی» و منبع نیروی کار ارزان در مشاغل تولیدی تبدیل شدند. در دهه ۱۹۹۰، برخی از زنان در اندونزی، از جمله نوجوانان و بی‌خانمان‌ها، به دلیل مشکلات مالی به شغل‌هایی چون کارگر جنسی و خدمتکاری متوسل شدند. برخی از زنانی که مجبور به انجام چنین کاری شده بودند، ترجیح دادند به کشورهایی مانند عربستان سعودی، مالزی، هنگ کنگ و تایوان بروند.
اندونزی از جمله کشورهایی است که رئیس‌جمهور زن داشته‌است. مگاواتی سوکارنوپوتری از سال ۲۰۰۱ تا ۲۰۰۴ به عنوان رئیس‌جمهور اندونزی بر سر کار بود. در سال ۲۰۱۲، ۱۸ درصد از نمایندگان پارلمان ملی در اختیار زنان بودند. در اکثر شهرهای بزرگ مانند جاکارتا و سورابایا، نیروی کار زن تحصیل کرده تمایل به به تعویق انداختن ازدواج دارند.